# Мелитопольский район
Мелито́польский райо́н (укр. Мелітопольський район) — административная единица Запорожской области Украины.
Административный центр — город Мелитополь.
В 2022 году район был оккупирован российскими войсками в ходе вторжения России на Украину.

## География
Расположен на юго-западе области. В новых границах, район на юге омывается водами Азовского моря, граничит на севере с Васильевским, на востоке — с Пологовским и Бердянским районами Запорожской области; на западе — с Каховским и Геническим районами Херсонской области.
Площадь района (в старых границах) — 1780 км²., что составляет 7 % территории Запорожской области.
По территории района протекают реки Молочная, Тащенак, Малый Утлюк, а также притоки Молочной: Юшанлы, Курошаны, Арабка. Площадь Молочного лимана в пределах района составляет 324 га. Озёра имеются в сёлах Оленовка (71,3 га) и Трудовое (2,1 га).
Орошение осуществляется из оросительного канала Р-9 системы Каховского канала. Источниками центрального водоснабжения являются 115 артезианских скважин. На территории Мирненского поселкового совета осуществляется добыча столовой минеральной воды для промышленного разлива.
На территории Терпеньевского сельского совета находится месторождение строительного песка.
Площадь лесонасаждений на территории Мелитопольского района составляет 11,5 тыс. га.

## История
До революции земли Мелитопольского района входили в состав Мелитопольского и Бердянского уездов Таврической губернии. Граница между уездами проходила по Молочной реке, так что Мелитополь оказывался на самой границе Мелитопольского уезда, а сёла Константиновка и Вознесенка уже относились к Бердянскому уезду. Кстати, восточная граница Бердянского уезда проходила по реке Берде, так что Бердянск тоже находился на краю своего уезда.
В 1923 году Мелитополь стал центром Мелитопольского округа в составе Екатеринославской губернии. Округ занимал территорию гораздо более обширную, чем нынешний Мелитопольский район, и включал Геническ, Великую Белозёрку, Токмак и Черниговку. Территория Мелитопольского района была разделена между Больше-Токмакским, Вознесенским и Кизиярским районами Мелитопольского округа. В 1924 году был создан Терпеньевский район, а территории с преимущественно немецким населением были выделены в Молочанский район. В июне 1925 года губернии на Украине были упразднены, и Мелитопольский округ перешёл в прямое подчинение Украинской ССР. А в июле 1930 года Мелитопольский округ был упразднён, как и большинство округов СССР.
15 сентября 1930 года центр Кизиярского района был перенесён в Мелитополь, а район был переименован в Мелитопольский. Этот день считается датой создания Мелитопольского района. 20 мая 1933 года Терпеньевский район был присоединён к Мелитопольскому.
С 15 сентября 1930 года по 26 февраля 1932 года Мелитопольский район подчинялся непосредственно центру (Киеву). С 27 февраля 1932 года по 9 января 1939 годa Мелитопольский район в результате административно-территориальной реформы (одна из пяти первых областей республики) входил в Днепропетровскую область. 10 января 1939 года была создана Запорожская область, с тех пор Мелитопольский район — в её составе.
17 июля 2020 года в результате административно-территориальной реформы район был укрупнён, в его состав вошли территории:
- Мелитопольского района,
- Акимовского района,
- Весёловского района,
- Приазовского района,
- а также города областного значения Мелитополь.

## Население
Численность населения района в укрупнённых границах — 286,6 тыс. человек.
Численность населения района в границах до 17 июля 2020 года по состоянию на 1 января 2020 года — 48 191 человек, из них городского населения — 2 921 человек (пгт Мирное), сельского — 45 270 человека.
Население района составляет 56 326 человек по переписи 2001 года в том числе в городских условиях проживают 3 111 человек, в сельских — 53 215. Национальный состав по переписи 2001 года: украинцы — 62,8 %, русские — 31,2 %, татары — 0,9 %, белорусы — 0,7 %, болгары — 0,6 %. На 1 января 2013 года численность населения составляла 50 188 человек.

## Административное устройство
Район в укрупнённых границах с 17 июля 2020 года делится на 16 территориальных общин (громад), в том числе 1 городскую, 6 поселковых и 9 сельских общин (в скобках — их административные центры):
- Городские:
  - Мелитопольская городская община (город Мелитополь);
- Поселковые:
  - Акимовская поселковая община (пгт Акимовка),
  - Весёловская поселковая община (пгт Весёлое),
  - Кирилловская поселковая община (пгт Кирилловка),
  - Мирненская поселковая община (пгт Мирное),
  - Нововасилевская поселковая община (пгт Нововасилевка),
  - Приазовская поселковая община (пгт Приазовское);
- Сельские:
  - Александровская сельская община (село Александровка),
  - Константиновская сельская община (село Константиновка),
  - Новенская сельская община (село Новое),
  - Новобогдановская сельская община (село Новобогдановка),
  - Новоуспеновская сельская община (село Новоуспеновка),
  - Плодородненская сельская община (село Плодородное),
  - Семёновская сельская община (село Семёновка),
  - Терпеньевская сельская община (село Терпенье),
  - Чкаловская сельская община (село Чкалово).

### История деления района

Район в старых границах до 17 июля 2020 года

Район в старых границах до 17 июля 2020 года включал в себя:
| - Поселковых советов: 1 - Сельских советов: 15 | - Посёлков городского типа: 1 - Посёлков: 10 - Сёл: 57 |

Местные советы (в старых границах до 17 июля 2020 года)
| №   | Название         | Центр           | Год созда- ния | Терри- тория, км² | Насе- ление, тыс. чел. | Пл. нас., чел. /км² | Подчинённые сёла                                                           |
| --- | ---------------- | --------------- | -------------- | ----------------- | ---------------------- | ------------------- | -------------------------------------------------------------------------- |
| 1.  | Мирненский       | пгт. Мирное     | 1987           | 9.174             | 3.111                  | 339.11              |                                                                            |
| 2.  | Астраханский     | Астраханка      | 1922           | 108.634           | 1.763                  | 16.23               | Арабка, Борисовка, Свободное                                               |
| 3.  | Вознесенский     | Вознесенка      | 1861           | 109.07            | 5.123                  | 46.97               |                                                                            |
| 4.  | Константиновский | Константиновка  | 1922           | 120.805           | 12.081                 | 100.00              |                                                                            |
| 5.  | Мордвиновский    | Мордвиновка     | 1987           | 65.523            | 1.004                  | 15.32               |                                                                            |
| 6.  | Новгородковский  | Новгородковка   | 1920           | 148.238           | 2.486                  | 16.77               | Высокое, Малый Утлюг, Маяк, Новоакимовка, Степное                          |
| 7.  | Новенский        | Новое           |                | 117.145           | 2.641                  | 22.54               | Данило-Ивановка, Зелёное, Песчанское, Садовое, Тащенак                     |
| 8.  | Новобогдановский | Новобогдановка  | 1918           | 137.754           | 4.981                  | 36.16               | Видродження, Першостепановка, Привольное, Троицкое                         |
| 9.  | Новониколаевский | Новониколаевка  |                | 203.219           | 3.094                  | 15.22               | Схидное, Зеленчук, Першотравневое, Пивденное, Трудовое                     |
| 10. | Новопилиповский  | Новопилиповка   | 1918           | 77.919            | 1.279                  | 16.41               | Оленовка, Сосновка, Тихоновка                                              |
| 11. | Поляновский      | Поляновка       | 1945           | 118.723           | 1.444                  | 12.16               | Верховина, Золотая Долина, Лазурное, Марьевка                              |
| 12. | Проминевский     | Проминь         | 1921           | 92.35             | 1.69                   | 18.3                | Береговое, Волошково, Отрадное, Привольное, Украинское, Широкий Лан, Ясное |
| 13. | Светлодолинский  | Светлодолинское | 1921           | 94.091            | 2.391                  | 25.41               | Каменское, Травневое, Орлово, Прилуковка                                   |
| 14. | Семёновский      | Семёновка       | 1921           | 114.608           | 4.057                  | 35.4                | Обильное, Ровное, Тамбовка                                                 |
| 15. | Терпеньевский    | Терпенье        |                | 180.802           | 6.8                    | 37.61               | Заречное, Луговое, Пивничное, Спасское, Фёдоровка                          |
| 16. | Фруктовский      | Фруктовое       | 1987           | 70.948            | 2.381                  | 33.56               | Долинское, Кирпичное, Ромашки, Удачное                                     |

Населённые пункты (в старых границах до 17 июля 2020 года)

## Руководители
Первые секретари РК КП(б)У:
- Митрофанов Василий Никифорович (до 1937), арестован
- Алейников (3 октября 1937), арестован
- Лабинцев (1938)
- Найдёнов Павел Андреевич (с 20 марта 1938), переведён в обком КП(б)У
- Матюшин Ф. С. (с 9 декабря 1938)[17]

Председатели Мелитопольского райисполкома:
- Гранкин Михаил Федосеевич[18]
- Дядечко Михаил Николаевич[19]
- Ермоленко Виталий Андреевич (с 1983 не дольше, чем по 1992)[20]

Главы Мелитопольской районной государственной администрации:
- Ермоленко Виталий Андреевич (с 1995 по 1998)[20]
- Мордик Александр Николаевич (с 1998 по 2002)[21]
- Радьков Юрий Иванович (с 05.03.2005 по 23.08.2007)[22]
- Мордик Александр Николаевич (с 27.12.2007)[21]
- Неделько Алексей Александрович (с 21.04.2010)[23]
- Горбань Валерий Иванович (01.09.2011—16.01.2013)[24]
- Любцов Евгений Васильевич (с 28.03.2013)[25]

## Образование
В районе функционируют 33 школы, в которых учатся около 5000 учеников и работает более 650 преподавателей.

## Достопримечательности

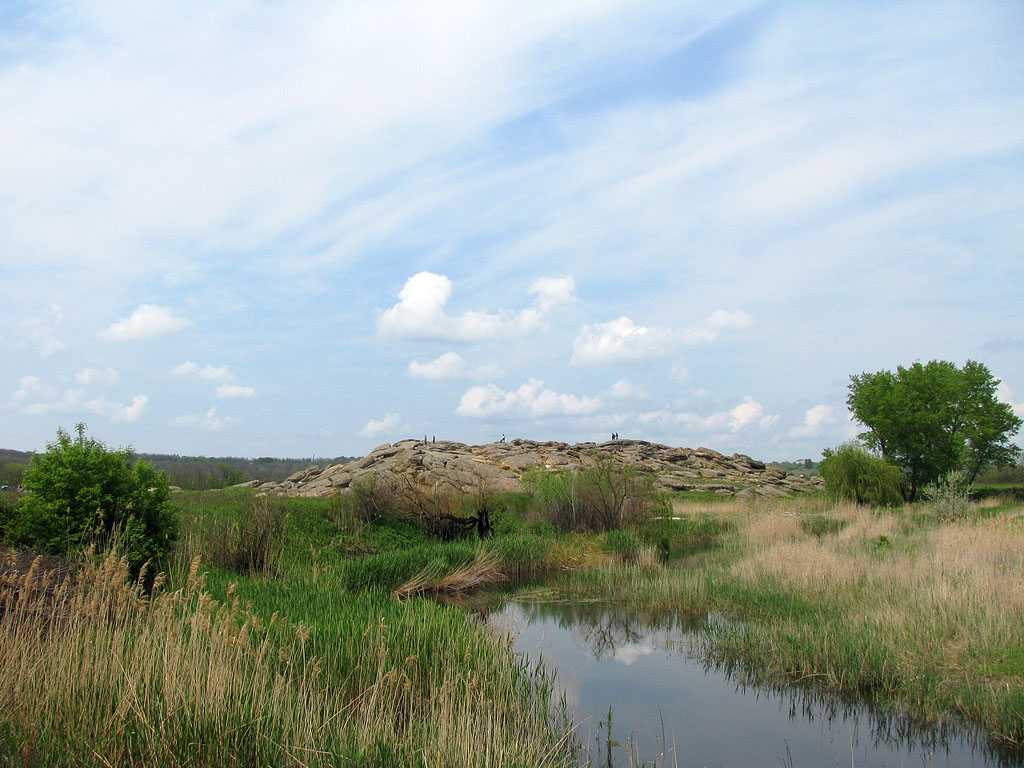
Каменная могила

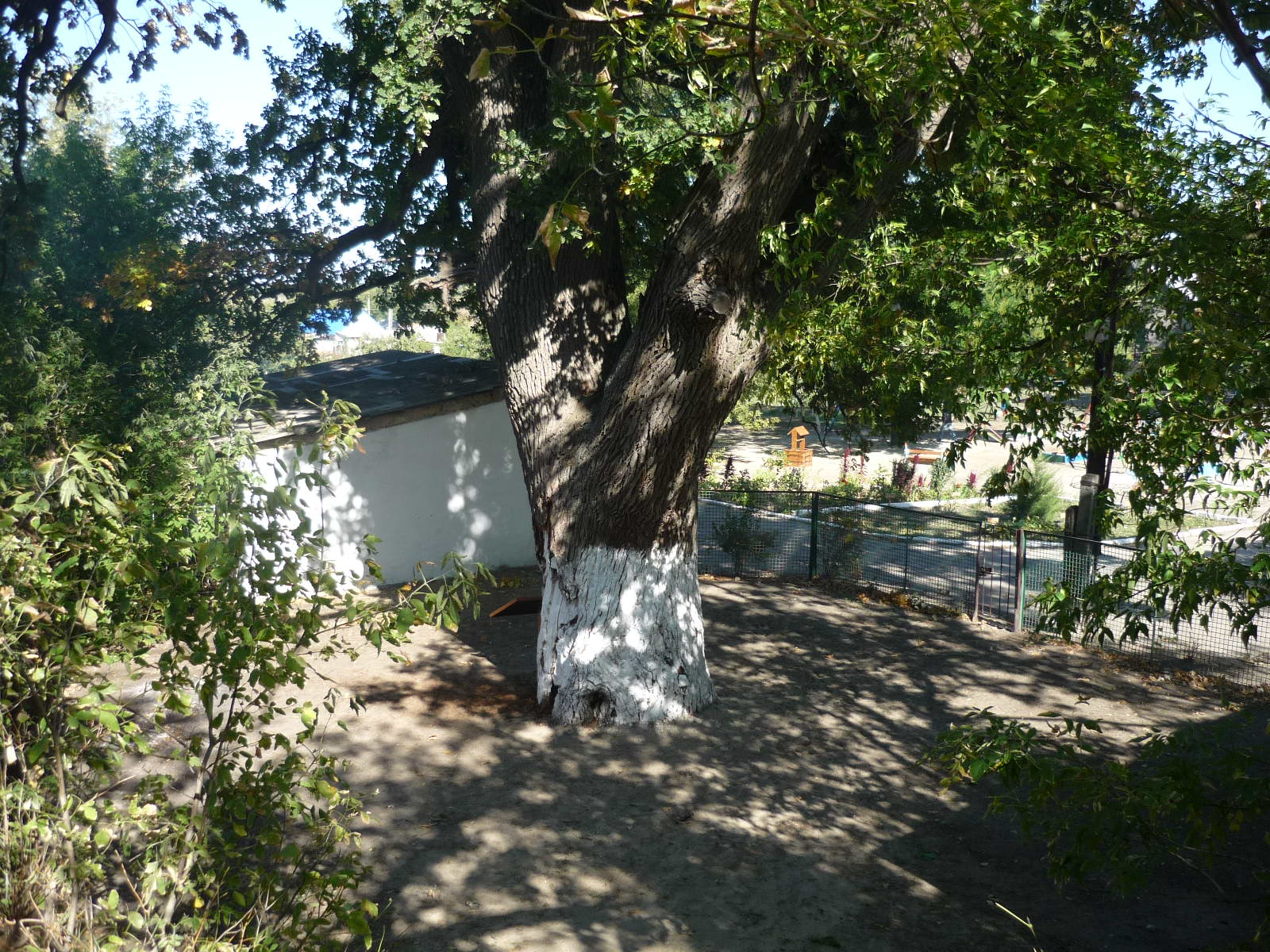
Дуб-патриарх в селе Терпенье

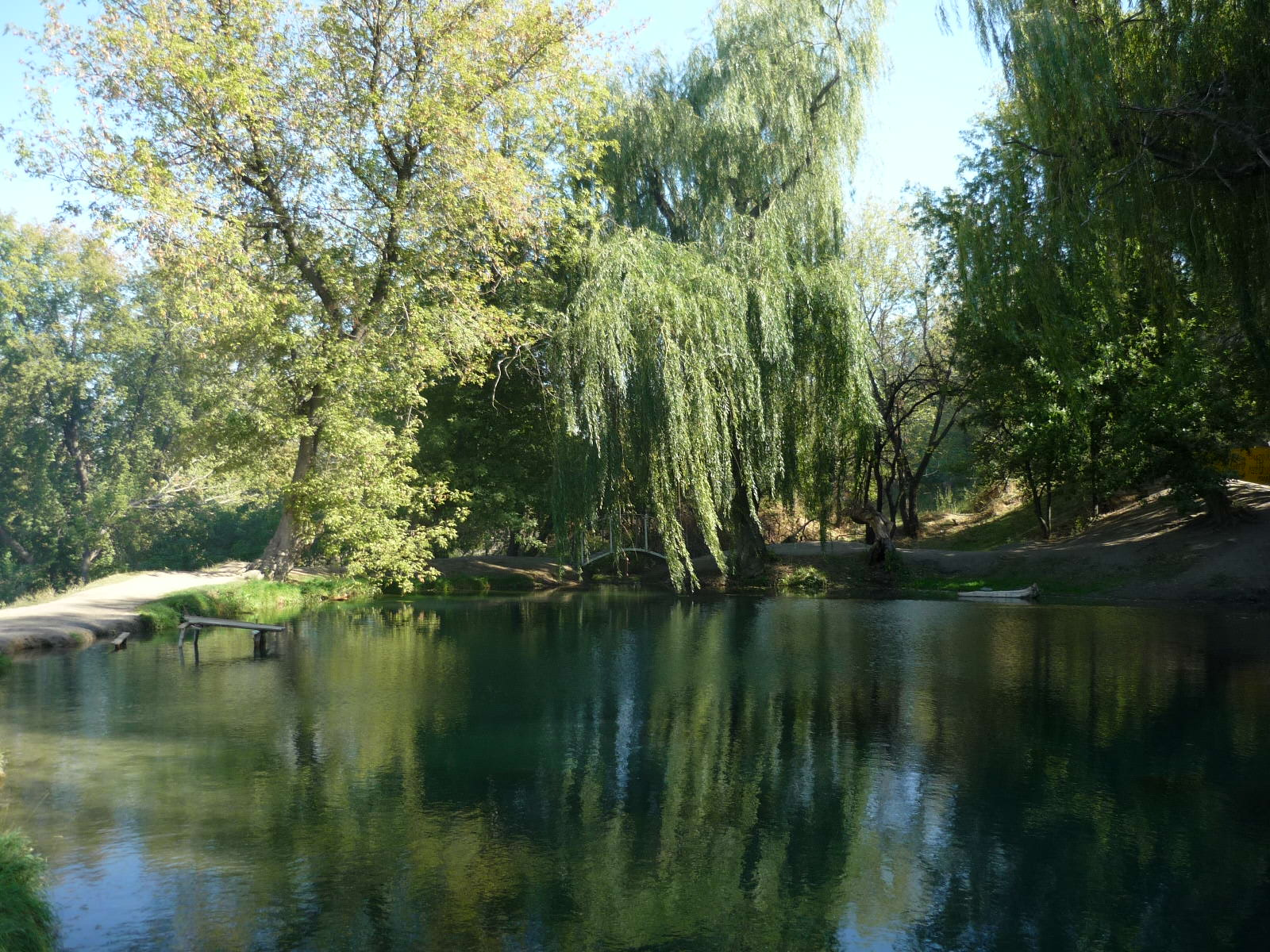
Озеро, куда стекаются целебные источники села Терпенье

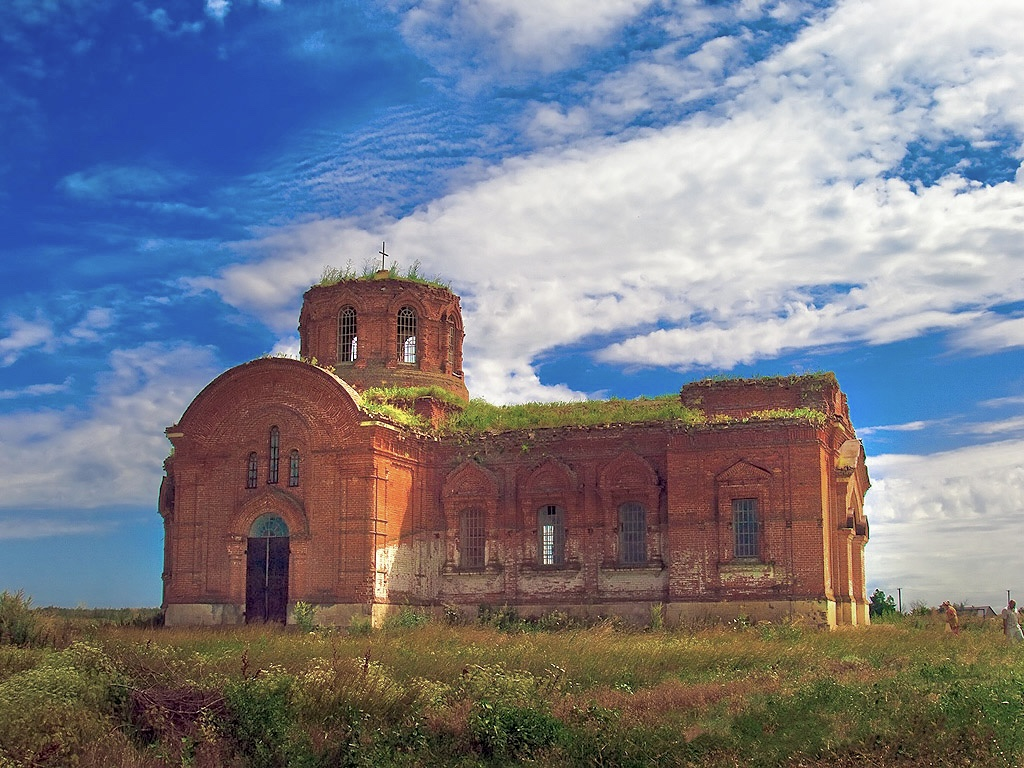
Храм святого архангела Михаила в селе Тихоновке, старейший храм Мелитопольского района

### Каменная могила
На территории Терпеньевского сельсовета расположен памятник природы Каменная могила. Он представляет собой небольшой изолированный массив песчаника, размерами примерно 240 на 160 метров, состоящий из крупных каменных глыб высотой до 12 метров в долине реки Молочной. Предположительно Каменная могила возникла при отвердении песчаных масс бывшей отмели Сарматского моря под влиянием местных минералов, содержащих железо. В дальнейшем она подвергалась воздушной и водной эрозии, в том числе продолжительное время будучи островом реки Молочной. Каменная могила использовалась древним человеком в качестве святилища и содержит уникальные петроглифы самых разных исторических эпох, от эпохи позднего палеолита и до скифо-сарматского времени, и даже до тюркского. Территория Каменной могилы объявлена заповедником. В заповеднике работает музей, ежедневно открытый для посетителей.

### Дуб-патриарх в селе Терпенье
В селе Терпенье на территории детского сада находится дуб, возраст которого превышает 400 лет. Высота дерева около 40 метров, диаметр ствола — 6 метров, корни разрослись в разные стороны на 100 метров. Это, вероятно, старейший дуб в Запорожской области.

### Целительные источники в селе Терпенье
Часть села Терпенье находится на «горе» — возвышенности высотой 45 метров над уровнем моря. На ней находится небольшой парк, памятник паркового искусства, «Целительные источники». На небольшой территории парка (около 0,14 га), практически на вершине горы из породы бьют 12 родников с холодной и необычайно приятной на вкус водой. Ключевая вода стекает между камнями в небольшое естественное озеро.

### Старобердянское лесничество
К югу от села Новопилиповки, на левом берегу Молочной реки находится Старобердянское лесничество — один из старейших на Украине лесных массивов в степной зоне, заложенный И. И. Корнисом в 1846 году. В лесничестве произрастают более 165 древесных и кустарниковых пород, многие из которых экзотичны для Украины, обитают 40 видов зверей и 50 видов птиц. В 1974 году лесничество объявлено государственным заказником.

### Дубовая аллея села Сосновка
У села Сосновка находится красивая аллея из 22 дубов, высаженных меннонитами во второй половине XIX века. Здесь же сохранился дом первых меннонитов. До революции аллея была местом отдыха состоятельных людей. Каждую неделю здесь играл духовой оркестр, а в конце аллеи находился пруд, по которому можно было прогуляться на лодке. Сейчас дубовая аллея охраняется государством как памятник природы.

### Парк «Элита»
Парк «Элита» был заложен в конце XIX века у села Заречного в долине реки Юшанлы бароном фон Классеном. Парк имеет площадь 10 га и охраняется как памятник садово-паркового искусства. В нём собрано более 70 сортов деревьев и кустарников. В прошлые времена центр парка украшало озеро с лодочной станцией. Возле парка сохранились остатки усадьбы барона фон Классена.

### Карты Мелитопольского района
- Карта генштаба 1919 года
- Немецкие военные карты 1943 года
- Карта генштаба 1991 года. Мелитополь
- Карта генштаба 1991 года. Приазовское Архивная копия от 14 апреля 2014 на Wayback Machine
- Карта генштаба 1991 года. Михайловка
- Карта генштаба 1991 года. Токмак